# Lewis Sheldon
Lewis Pendleton Sheldon (Rutland, 9 giugno 1874 – Biarritz, 18 febbraio 1960) è stato un altista e triplista statunitense, vincitore di due medaglie di bronzo alle Olimpiadi di Parigi 1900.

## Biografia
Fratello di Richard Sheldon, anch'egli medagliato a Parigi 1900.

## Palmarès
| Anno | Manifestazione | Sede   | Evento                 | Risultato | Tempo   | Note |
| ---- | -------------- | ------ | ---------------------- | --------- | ------- | ---- |
| 1900 | Olimpiadi      | Parigi | Salto triplo           | Bronzo    | 13,64 m |      |
| 1900 | Olimpiadi      | Parigi | Salto in alto da fermo | Bronzo    | 1,50 m  |      |